# Pulcinella

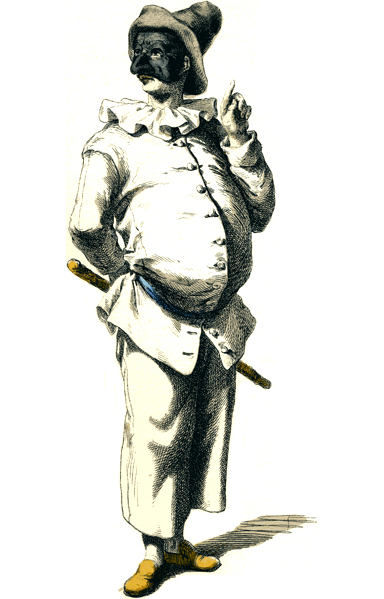
Italský Pulcinella

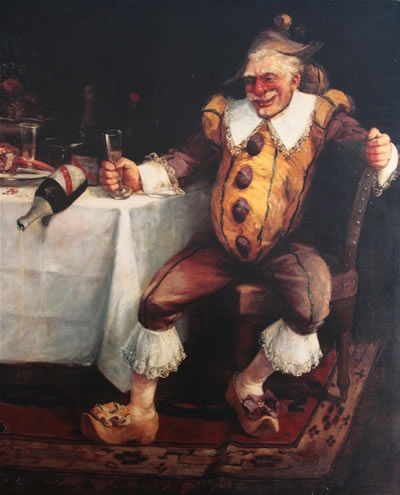
L'ivresse de Polichinelle (Opilý Polichinelle) od Josepha Faverota (1894)

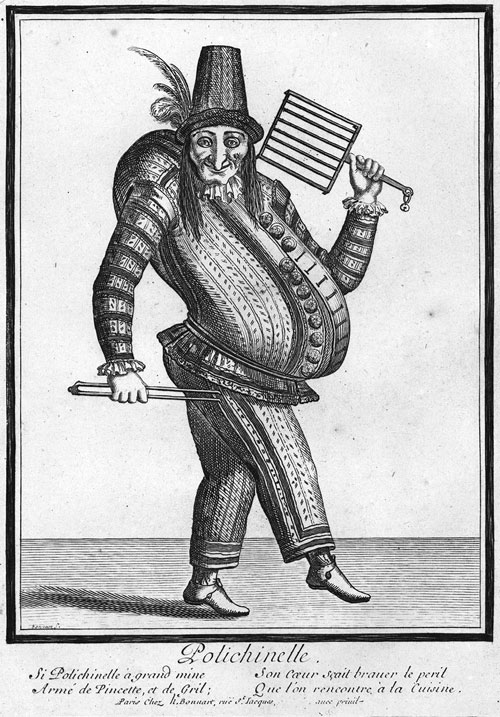
Francouzský Polichinelle

Pulcinella, ([Pulčinella], francouzsky Polichinelle, anglicky Punch nebo Punchinello), je klasická literární postava, pocházející z doby commedia dell'arte v 17. století a stal se častou postavičkou neapolského loutkařství.

## Jméno
Jedna z možných teorií odvozuje jméno ze zdrobnělého italského výrazu pulcino ('kuřátko'), díky svému dlouhému zobákovitému nosu, jak se domnívá hudební historik Francesco Saverio Quadrio. Podle Giuseppa Barettiho snad pro svůj kníkavý nasální hlas a "ustrašenost" ve vystupování.
Podle jiné verze má jméno Pulcinella svůj původ ve jméně Puccia d'Aniello, sedláka z Acerry, znázorněného na slavném obraze přisuzovaném Annibale Carraccimu, jehož charakterizoval dlouhý nos. Některé popisy tvdí, že postava je karikaturou člověka trpícího akromegalií.

## Charakteristika
Pulcinella je vždy oblečen v bílém s černou maskou (jako znázornění protikladů života a smrti), vyznačuje se svým zvláštním hlasem, jehož ostrý a pronikavý zvuk vytvářený nástrojem podobným kazoo (podobný zvuk jako hřeben s papírem) přispívají ke svěžímu tempu představení. Pulcinella má u sebe často také makaróny dřevěnou lžíci. Podle Pierra-Louise Duchartra je jeho obvyklý temperament zlost, jízlivost a lstivost a jeho hlavním způsobem obrany je předstírání, že je příliš hloupý na to, aby věděl, oč se jedná. V některých verzích má Pulcinella bratra Cucurucu.

## Varianty
Vzhledem k rozšířenosti a popularitě postavy Pulcinella do celé Evropy, vzniklo též množství regionálních variant. V Německu je Pulcinella známý jako Kasper, v Nizozemsku jako Jan Klaassen, v Dánsku Mester Jakel. V Rumunsku se mu říká Vasilache, v Maďarsku Vitéz László, ve Francii Polichinelle a v Anglii inspiroval postavu Mister Punch z komedie Punch a Judy.
Ruský hudební skladatel Igor Stravinskij zkomponoval dva různé balety s názvem Pulcinella a Petrushka, které jsou oba inspirované Pulcinellou.

## Miscellanea
- Maskot Pulcinellovy ceny - Pulcinella je rovněž maskotem Pulcinellovy ceny, výročního ocenění za animaci, která se uděluje na festivalu animovaných filmů v italském Positánu.
- Veřejné tajemství – v některých evropských jazycích, včetně italštiny,[4] francouzštiny,[5] španělštiny,[6] a portugalštiny[7] výraz "Pulcinellovo" či "Polichinelovo tajemství" je synomymem pro "veřejné tajemství."